# Ottapparai
Ottapparai é uma vila no distrito de Erode, no estado indiano de Tamil Nadu.

## Demografia
Segundo o censo de 2001,  Ottapparai  tinha uma população de 9216 habitantes. Os indivíduos do sexo masculino constituem 50% da população e os do sexo feminino 50%. Ottapparai tem uma taxa de literacia de 61%, superior à média nacional de 59.5%: a literacia no sexo masculino é de 71% e no sexo feminino é de 50%. Em Ottapparai, 9% da população está abaixo dos 6 anos de idade.